# Familia Craioveștilor
Familia Craioveștilor este una din cele mai vechi și renumite familii boierești din Țara Românească. Domeniul său central se afla pe pământurile din jurul Craiovei. Istoricii Petre Panaitescu și Nicolae Iorga, subliniază continuitatea localității, încă din perioada Pelendavei dacice. Localitatea a dat numele aceste adevărate dinastii boierești care își dovedește puterea încă din perioada domniei lui Mircea cel Bătrân, reușind să mute sediul Băniei de la Strehaia la Craiova. Odată cu intrarea familiei în dizgrație și împărțirea moșiilor lor din împrejurimile târgului Craiovei, a avut loc o extindere a orașului.
Puterea economică a familiei Craioveștilor la hotarul secolului al XV-lea cuprindea peste 132 de sate și moșii (182 bunuri funciare). Această forță i-a creat un statut de autonomie politică atât de larg, încât domnii aflați în scaun nu se puteau menține fără alianța cu această adevărată dinastie boierească. 
Primul membru cunoscut al familiei este Neagoe Strehăianul, fiu probabil al unui Barbu. Paharnicul Barbu este menționat într-un hrisov din vremea lui Alexandru Aldea. Neagoe a avut patru fii și o fiică:
1. Barbu, mare ban, călugărit sub numele de Pahomie; căsătorit cu Negoslava.
2. Pârvu, vornic; căsătorit cu Neaga din Hotărani.
3. Danciu, zis Gogoașe, stolnic, comis, spătar și vornic; căsătorit cu Hrusana, fiica lui Gherghina Pârcălab, fratele Doamnei Rada a lui Vlad Călugărul.
4. Radu, postelnic; căsătorit cu Velica
5. fiică, al cărei nume nu îl cunoaștem; căsătorită cu Hamza din Obislav.

Toți acești boieri au avut mare influență pe lângă domnii țării de la sfârșitul sec. XV - începutul sec. XVI, intrând însă în conflict cu Mihnea cel Rău. Tot ei au ctitorit mănăstirea Bistrița.
Dintre urmașii acestora, se remarcă Neagoe Basarab, fiul lui Pârvu (după unele teorii, fiu al lui Basarab Țepeluș), Preda mare ban, alt fiu al lui Pârvu, ca și marele ban Hamza, fiul lui Hamza din Obislav cu fiica lui Neagoe Strehăianul.
Persecutați de domni precum Mircea Ciobanul, familia s-a stins pe linie masculină în prima jumătate a secolului al XVII-lea; influența sa a continuat prin membrii săi feminini. În 1589, printr-un act solemn, Mihnea Turcitul hotăra împărțirea marii averi a familiei, promovând indirect dezvoltarea orașelor Craiova și Caracal, intrate între timp în stăpânirea domnească.
Barbu Craioivescu al III-lea a avut un fiu, Nicolae, care a  fost pretendent la 1565-66, fiul lui Nicolae, Basarab a fost pretendent în 1599 și sa căsătorit cu nobila venețiană, Francesca Ghisi. El a avut doi copii, o fată și un fiu, Neagu pretendent la 1633-44.
Din rândul familiei Craioveștilor au fost ridicați în fruntea țării voievozi: 
- Neagoe Basarab (1512 - 1521),
- Teodosie (1521-1522)
- Radu Șerban (1602 - 1611),
- Matei Basarab (1632 - 1654),
- Constantin Șerban Basarab (1654 - 1658),
- Șerban Cantacuzino (1678 - 1688),
- Constantin Brâncoveanu (1688 - 1714).